# Карбид диплатины
Карбид диплатины — бинарное неорганическое соединение 
платины и углерода
с формулой Pt2C,
кристаллы.

## Получение
- Сплавление стехиометрических количеств чистых веществ с последующим быстрым охлаждением:

{\displaystyle {\mathsf {2Pt+C\ {\xrightarrow {T}}\ Pt_{2}C}}}

## Физические свойства
Карбид диплатины образует кристаллы
тетрагональной сингонии,
параметры ячейки a = 0,39 нм, c = 0,59 нм, Z = 1.